# Valvtjärnen (Lycksele socken, Lappland, 715207-162109)
Valvtjärnen är en sjö i Lycksele kommun i Lappland och ingår i Öreälvens huvudavrinningsområde. Sjön har en area på 0,0638 kvadratkilometer och ligger 358 meter över havet.

## Delavrinningsområde
Valvtjärnen ingår i det delavrinningsområde (715070-162208) som SMHI kallar för Ovan Videmyrbäcken. Medelhöjden är 392 meter över havet och ytan är 38,49 kvadratkilometer. Det finns inga avrinningsområden uppströms utan avrinningsområdet är högsta punkten. Vänjaurbäcken som avvattnar avrinningsområdet har biflödesordning 2, vilket innebär att vattnet flödar genom totalt 2 vattendrag innan det når havet efter 165 kilometer. Avrinningsområdet består mestadels av skog (86 procent). Avrinningsområdet har 0,06 kvadratkilometer vattenytor vilket ger det en sjöprocent på 0,2 procent.